# Əfran İsmayılov
Əfran İsmayılov (Baku, 8 ottobre 1988) è un ex calciatore azero, di ruolo centrocampista.

## Carriera

### Club
Ha giocato nella massima serie del campionato azero con Qarabağ, Turan e FK Baku.

### Nazionale
Ha esordito con la Nazionale azera nel 2010.

## Palmarès

### Club

#### Competizioni nazionali
- Campionato azero: 2

Qarabag: 2014-2015, 2015-2016
- Coppa d'Azerbaigian: 2

Qarabag: 2008-2009, 2015-2016
- Supercoppa d'Azerbaigian: 1

Qarabag: 2015